# Eisenbahnunfall von Sporniak
Der Eisenbahnunfall von Sporniak war die Flankenfahrt eines Schnellzuges in einen Güterzug im Dezember 1917 im Bahnhof Sporniak, Powiat Lubelski, Polen. 17 Menschen starben.

## Ausgangslage
Der Unfall ereignete sich auf einer eingleisigen Strecke, die damals, während des Ersten Weltkrieges, von der Heeresbahn Nord betrieben wurde. Ein Schnellzug war von Kowel nach Demblin unterwegs. Planmäßig sollte er den Bahnhof Sporniak durchfahren. Allerdings zeigte dessen Einfahrsignal „Halt“, weil ein aus entgegengesetzter Richtung kommender Güterzug gerade in den Bahnhof einfuhr.

## Unfallhergang
Der Lokomotivführer des Schnellzugs übersah das „Halt“ zeigende Signal und durchfuhr den Bahnhof Sporniak wie planmäßig vorgesehen. Am Ende des Bahnhofs kollidierte er mit dem letzten Wagen des gerade einfahrenden Güterzugs. Der Güterwagen wurde zur einen, die Lokomotive des Schnellzuges und seine ersten vier Wagen zur anderen Seite geschleudert.

## Folgen
17 Menschen starben, 56 wurden darüber hinaus schwer, 27 leicht verletzt.